# Sherlock Holmes (film 1922)
Sherlock Holmes è un film del 1922 diretto da Albert Parker. Fu il film d'esordio di Roland Young e di William Powell.

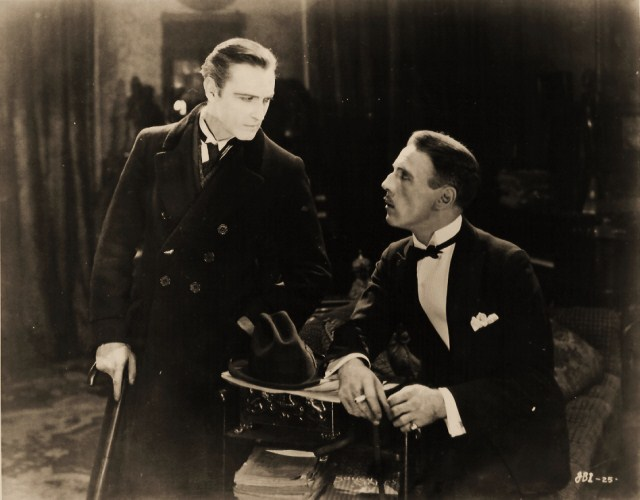
John Barrymore e Roland Young

Basato sulla commedia Sherlock Holmes di William Gillette andata in scena a New York il 6 novembre 1899 e sui personaggi creati da Sir Arthur Conan Doyle.
Ritenuto perduto per decenni, è stato riscoperto a metà degli anni '70 e restaurato dalla George Eastman House.

## Trama
Un giovane Sherlock Holmes si trova fronte a fronte con l'acerrimo nemico, il professor Moriarty, mentre cerca di risolvere un crimine che coinvolge un principe ricattato, studente di Cambridge.
Alla morte, in un incidente stradale, dei suoi due fratelli maggiori, il principe Alexis di Arenberg viene ad essere l'erede al trono: la Ragion di Stato esige che il suo fidanzamento con Rose Faulkner, una non-nobile, venga rescisso. A seguito di ciò Rose si toglie la vita. Coloro che sono a conoscenza della situazione non possono non incolpare il principe per la sua condotta: prima fra tutti Alice, la sorella della deceduta. Ella intende vendicare la figura della sorella suicida col consegnare alla stampa le lettere d'amore di Alexis a Rose, esponendo in tal modo il principe alla pubblica riprovazione.
Ma un'altra persona è interessata alle lettere: si tratta del professor Moriarty. Egli vuole impadronirsi della corrispondenza per ricattare il principe - ora che è alla vigilia di un matrimonio con una principessa – e fa rapire Alice, ma non riesce, per il momento, a rintracciare le lettere.
Alexis si rivolge a Sherlock Holmes. Il noto investigatore dà inizio alle indagini, non tanto perché condivide la causa del principe, che continua a ritenere responsabile per il suicidio di Rose, ma nella speranza di incastrare Moriarty, suo nemico giurato. Egli infatti aveva avuto modo di conoscere Moriarty fin dai tempi dei propri studi universitari, e aveva capito che il professore era un'eminenza grigia della criminalità londinese, con molti uomini che lavoravano per lui nell'ombra, una vasta gamma di infiltrati nei più diversi ambienti che sfoggiavano una vera pletora di nomi falsi. Holmes inoltre aveva conosciuto, per caso, Alice, ai tempi, e ne era rimasto positivamente colpito.
Ha inizio uno spettacolare seguito di vicende e colpi di scena, non ultimo l'imprigionamento di Alice in una sorta di camera a gas, dalla quale Holmes riesce perigliosamente a liberarla. Consegnato Moriarty alla giustizia, Holmes parte con Alice per la loro luna di miele.     

## Produzione
Il film fu prodotto da F.J. Godsol (produttore esecutivo Samuel Goldwyn per la Goldwyn Pictures Corporation e venne girato a Londra. Secondo le riviste dell'epoca, le riprese degli esterni furono effettuate in Inghilterra, a Londra e a Hampton Court, e in Svizzera, mentre gli interni furono completati a New York.

## Distribuzione
Distribuito negli Stati Uniti dalla Goldwyn Pictures Corporation, il film uscì in sala il 7 marzo 1922. Nel Regno Unito, il film uscì con il titolo Moriarty.
Copia del film - un positivo incompleto a 35 mm, approssimativamente di 50 minuti - viene conservata all'International Museum of Photography and Film at George Eastman House. Il 7 luglio 2009, il film è stato distribuito in DVD dalla Kino International.
Il film venne considerato perduto per decenni. Negli anni '70 venne ritrovato ed una prima macchinosa ricostruzione curata da Kevin Brownlow e William K. Everson avvenne nel 1975, con la collaborazione dello stesso Albert Parker: venne utilizzata la copia positiva incompleta conservata presso la Eastman House ed alcuni rotoli negativi da poco ritrovati. Con la riscoperta di altri elementi la Eastman House effettò una nuova ricostruzione nel 2001.